# جگچیارنگا
جگچیارنگا (به لهستانی:  Dziegciarnia) یک روستا در لهستان است که در گمینا ووبژنگتسا واقع شده‌است.